# Kristaq Paspali
Kristaq Paspali (ur. 19 maja 1926 we Wlorze, zm. 2001 w Atenach) – albański wokalista (tenor).

## Życiorys
Pochodził z ubogiej rodziny. Naukę w szkole powszechnej musiał przerwać z powodów ekonomicznych i podjął pracę zarobkową. W czasie okupacji włoskiej zarabiał na życie sprzedając papierosy i butelki ouzo. W czasie pracy lubił śpiewać. Jego śpiew usłyszał miejscowy ksiądz i zaprosił go, aby występował w chórze kościelnym. Tam po raz pierwszy śpiewał pieśni religijne, ale także utwory Mozarta i Schuberta.
Prawdopodobnie w 1943 lub 1944 przyłączył się do oddziału partyzanckiego. Także i tam prezentował swój talent wokalny śpiewając dla partyzantów. Pod koniec 1944 znalazł się wraz z VI Dywizją partyzancką w Korczy, gdzie przyłączył się do jednego z amatorskich zespołów muzycznych. Wkrótce potem przeniósł się do Durrësu, gdzie zaczął pracować jako kierowca w porcie, nie zaprzestał też występów w amatorskich zespołach muzycznych. Jego talent docenił miejscowy kompozytor Pjetër Dunga i zaprosił go, aby występował jako solista w chórze miejscowego domu kultury.
W latach 1950–1954 uczył się w liceum artystycznym Jordan Misja w Tiranie, pod kierunkiem znanej śpiewaczki Marie Krai. Po ukończeniu szkoły rozpoczął występy w Filharmonii Państwowej jako solista, a także śpiewał arie operowe na koncertach, organizowanych w miastach. W 1958 wyjechał na studia muzyczne do Moskwy. Był pierwszym albańskim solistą, który wystąpił w słynnym Teatrze Bolszoj.
Po powrocie do kraju występował jako solista w Operze Narodowej, śpiewając w Cavaleria Rustikana, Carmen, Traviacie, Tosce. W 1968 wystąpił w albańskiej premierze opery Skanderbeg Vivaldiego. W jego repertuarze znalazło się 23 role operowe. W niejasnych okolicznościach w 1976 przerwał karierę muzyczną i odszedł z Opery Narodowej. W 1991 wyemigrował wraz z rodziną do Grecji. Wkrótce potem wygrał konkurs na solistę Opery Ateńskiej, gdzie występował przez kilka sezonów.
Za swoją działalność otrzymał tytuł Zasłużonego Artysty (alb. Artist i Merituar).